# Casarão da Fundação de Cultura e Turismo (Rosário Oeste)
O Casarão da Fundação de Cultura e Turismo é um bem tombado localizado no município de Rosário Oeste, no Mato Grosso. Fica situado na Rua Marechal Deodoro, n.° 533, Centro.
O casarão foi erguido no Século XIX. Ele abriga em seu acervo objetos importantes para a sociedade rosariense, entre eles pedras, quadros, objetos indígenas, moedas, cédulas, objetos antigos e fotografias.
O imóvel foi tombado em 2010 através da portaria n.° 037/2010 publicada em 13 de agosto daquele ano.